# Qasīda
Die Qasīda (arabisch قصيدة, DMG qaṣīda; Plural: Qaṣāʾid,  Gedicht), eingedeutscht Ghasīde bzw. Kasside, ist eine aus vorislamischer Zeit (Dschāhilīya) stammende, zahlreiche Strophen enthaltene Gedichtform. Sie verbreitete sich mit der Expansion der arabisch-islamischen Kultur auch weit außerhalb der Arabischen Halbinsel.

## Etymologie
Der Begriff leitet sich vom arabischen Verb qaṣada (قصد) ab, was mit „etwas beabsichtigen, ein Ziel verfolgen“ übersetzt werden kann. Dies lässt den einstigen Zweck der Qasida deutlich werden: der Dichter stärkt seine Stammesgemeinschaft durch Glorifizierungen oder schmäht deren Feinde und nicht zuletzt lobt er sich selbst und seine Kunst. Aufgrund der lediglich fragmentarischen Quellen aus vorislamischer Zeit wird weiterhin darüber diskutiert, inwiefern man von einer Ur-Form der Qasida (beduinische Qasida) sprechen kann und welches ihre formalen Kriterien waren.

## Geschichte
Durch die islamische Expansion wurde die Qasida zwischen dem 10. und 12. Jahrhundert beispielsweise durch die Verbindung mit Elementen persischer Lyrik zu einer der vier großen literarischen Gattungen der persischen Poesie. Im einstigen Entstehungsgebiet der Qasida – in Arabien – wurde die Form mit der Entstehung des Islams vornehmlich im religiösen Kontexten angewandt. Im 20. Jahrhundert wurde sie u. a. in Ägypten erneut säkularisiert und erreichte u. a. in gesungener Form (z. B. im Repertoire Umm Kulthums) immense Popularität.
Die Qasida hatte Einfluss auf die Dichtkunst und -formen der Völker Zentralasiens und Indiens, der Swahili-Kultur sowie der Völker Nord- und Westafrikas und tauchte als „hebräische Qaside“ im muslimischen Spanien auf.
Nach Spanien ist die sogenannte „umayyadische Qasida“ gekommen. Sie ist im Unterschied zur Stammesqasida eine Hofqasida, ein Preislied des Herrschers oder ein Schmählied seiner Feinde. Im Liebesthema verselbständigte sich die Qasida zu dem sogenannten Gazal, das bis zu 70 Verse aufweisen kann. Formen der Qasida in al-Andalus sind die panegyrische Qasida, Trauerlieder, Gazal, Wein- und Jagdlieder.
In Ghazna (heutiges Afghanistan) wirkte eine Reihe von Dichtern am Hofe des Sultans Mahmud von Ghazni, sodass die Qasida auch hier, unter den Ghaznaviden, eine Blütezeit erfuhr. Farruchi, Unsuri und Manutschihri verfassten z. B. zahlreiche Qasiden, doch ist Anwari († 1187) in der Gattung ein Vorbild; der bedeutende persische Dichter und Anhänger von Avicenna lebte in der Mitte des 12. Jahrhunderts. Die Qasida nahm im Laufe der Zeit auch biografische Züge an, aber selbst in der Preisung des Hofes fügten die Dichter philosophisch-lehrreiche Inhalte hinzu.
Für die Lobesgedichte der persischen Dichtung mit indischer Reimordnung ist Amir Chosrau Dehlawi (1253–1325, Dehlawi = aus Delhi) bekannt. Die persische Dichtung mit indischem Versmaß erreichte ihren Höhepunkt in den Werken der ebenfalls in Delhi geborenen Dichter Ustad Hassan Dehlawi (1274–1337), Hakim Abdul Qader e Bedil Dehlawi (1720). Auch der mittelalterliche spanisch-jüdische Dichter Jehuda ha-Levi schrieb seine Lob- und Klagelieder, von denen etwa 180 erhalten sind, in Form der Qasida.

## Merkmale
Zu den formalen Kriterien, die sich im Laufe der Zeit herausgebildet haben, gehört die Einhaltung eines bestimmten Metrums, das Vorkommen derselben Reimsilbe am Ende jedes zweiten Halbverses, sowie die polythematische Gestaltung. Die altarabische Dichtkunst experimentierte bereits mit einer Vielzahl von metrischen Unterteilungen, woraus sich ein Kanon an Versfüßen bildete, von denen einige bevorzugt für die Abfassung einer Qasida Verwendung fanden. Formal erinnert die Gedichtform an das Ghasel, das jedoch nur 7 bis 18 Verse umfasst.
Inhaltlich lässt sich die altarabische Qasida in drei Teile gliedern: einen einleitenden Teil (nasīb), der eine unwiederbringliche Vergangenheit thematisiert und durch die Motive des verlassenen Lagerplatzes (al-ʾaṭlāl), der Erinnerung an die Geliebte, des Trennungsschmerzes, des alternden Liebhabers oder der traumartigen Erscheinung der Geliebten dargestellt wird. In einem zweiten Teil (raḥīl) findet sich meist die ausführliche Beschreibung eines Kamel- oder Pferderitts, womit die Verarbeitung der Trauer und die Zuwendung zum aktiven Leben dargestellt wird. In einem dritten Teil findet sich schließlich das Selbstlob des Dichters, ein Lob auf den Stamm (fachr), einen Herrscher oder Gönner (madīḥ), die Schmähung eines Gegners (hidscha) oder ein moralischer Leitspruch (hikam).
„Die Qasidendichtung mit ihrer Thematik aus dem beduinischen Leben hat sich auch nach der Islamisierung vital erhalten, bis sie im 8. Jahrhundert durch zunehmende Urbanisierung und einen schwindenden Bezug zu den ehemaligen tribalen Lebensgewohnheiten zu einer archaischen Form erstarrte.“

## Abgeleitete Formen
In der ostafrikanischen Swahili-Gesellschaft, besonders auf der Insel Sansibar, ist Qasida ein religiöser Gesangsstil, der bei Familienfesten wie Hochzeiten und vor allem am islamischen Feiertag Maulid an-Nabī („Geburtstag des Propheten“) gepflegt wird. Die Lieder werden unbegleitet, nur von Rahmentrommeln (madufu) und gelegentlich der Längsflöte nai oder in der modernen Form von Synthesizern und anderen westlichen Instrumenten begleitet gesungen. Swahili-Verse sind stets für den gesungenen Vortrag gedacht. Zunehmende Einflüsse der islamischen Kultur aus den Staaten am Persischen Golf sorgen seit Mitte der 1990er Jahre für eine größere Verbreitung der Qasida-Lieder.
In Malaysia und Indonesien sind Qasidah (oder kasida) und Gambus (benannt nach der aus dem Jemen stammenden Zupflaute gambus) die bekanntesten arabisch-islamischen Liedgattungen. Traditionell werden Qasidah-Verse nur von der Rahmentrommel rebana begleitet. In den modernen Versionen beider Stile, die sich musikalisch kaum unterscheiden, werden Instrumente aus der westlichen Popmusik verwendet. Die bekannteste, moderne indonesische Qasidah-Gruppe ist die – wie meistens – nur aus Frauen bestehende Qasidah Modern Nasida Ria.